# Генеральний обозний

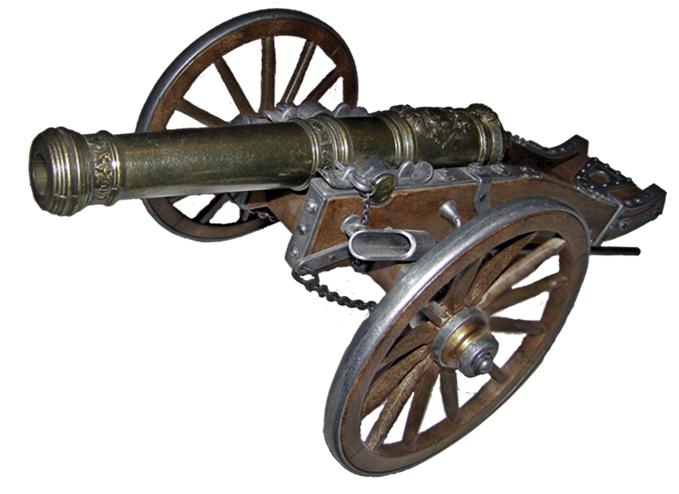
Генеральний обозний відповідав за обоз і артилерією Війська.

Генера́льний обо́зний — посада (уряд) і військове звання (чин) у Війську Запорозькому 17—18 століття. Особа, що посідала це чільну посаду була другою після гетьмана. Представник генеральної старшини. До 18 століття називався за традицією військовим обозним. За українським табелем про ранги 1756 року належав до військового чину 1-го класу. Після ліквідації гетьманства прирівняний до російського генерал-майора, який відносився до IV класу згідно з тогочасним Табелем про ранги.

## Опис
Генеральний обозний завідував обозом і загальною (генеральною) артилерією Війська Запорозького. До його відомства входили гарматні майстри, гармаші, столяри, стельмахи, слюсарі, коновали, димарі, ковалі, довбиші, а також підпорядковувалися полкові обозні, які завідували артилерією козацьких полків.
Генеральний обозний був другою особою в козацькій державі після гетьмана. За відсутності останнього він виконував обов'язки наказного гетьмана на старшинській раді або в поході. Генеральний осавул брав участь у засіданнях головного козацького уряду — Генеральної військової канцелярії. Він також займався розглядом судових справ, скарг, а також входив до складу українських посольств до Москви.
Генеральними обозними призначалися вихідці з заможної генеральної або полкової старшини.
За системою «малоросійських чинів», що була розроблена 1756 року гетьманом Кирилом Розумовським, генеральний обозний належав до військових урядів 1-го найвищого рангу. За російським «Табелем про ранги» йому мусив відповідати чин армійського генерала 1-го класу, проте російська сторона відмовлялася урівнювати українські чини з російськими. Після ліквідації гетьманства 1764 року, останній генеральний обозний Семен Кочубей, член другої Малоросійської колегії, отримав чин армійського генерал-майора 4-го класу.

## Список
Дані подані згідно з дослідженням Володимира Кривошеї:
| ?—1649.11.—1650—?         |  | Іван Чорнота             | гетьманування Богдана Хмельницького.                     |
| ?—1650.11.—?              |  | Іван Волевач             | гетьманування Богдана Хмельницького.                     |
| ?—1650—1654.5             |  | Федір Коробка            | гетьманування Богдана Хмельницького.                     |
| 1654.5.—1655.10.—?        |  | Тиміш Носач              | гетьманування Богдана Хмельницького.                     |
| 1655—1656                 |  | Іван Волевач             | гетьманування Богдана Хмельницького.                     |
| ?—1656—1657.11.—?         |  | Тиміш Носач              | гетьманування Богдана Хмельницького і Івана Виговського. |
| ?—1658—?                  |  | Костянтин Виговський     | гетьманування Івана Виговського; рідний брат гетьмана.   |
| ?—1658.9.17.—1663—?       |  | Тиміш Носач              | гетьманування Івана Виговського і Юрія Хмельницького.    |
| ?—1663.8.—11.             |  | Павло Животовський       | гетьманування ????; наказний.                            |
| 1663.6.17.—1666—?         |  | Іван Цесарський          | гетьманування Івана Брюховецького.                       |
| ?—1664.11.26.—1665.1.7.—? |  | Михайло Радкевич         | гетьманування Павла Тетері.                              |
| 1665.6.11.—8.18.          |  | Петро Дорошенко          | гетьманування Павла Тетері.                              |
| ?—1666.2.—1667.12.        |  | Іван Демиденко           | гетьманування Петра Дорошенка.                           |
| 1667—1668                 |  | Микита Безпалий          | гетьманування Івана Брюховецького.                       |
| 1668                      |  | Іван Кущ                 | гетьманування Івана Брюховецького.                       |
| 1668—1669.3.              |  | Яків Корицький           | гетьманування Петра Дорошенка.                           |
| 1669.3.—6.—?              |  | Федір Коробка            | гетьманування Петра Дорошенка.                           |
| 1669—1675                 |  | Іван Гулак               | гетьманування Петра Дорошенка.                           |
| 1669—1685                 |  | Петро Забіла             | гетьманування Дем'яна Многогрішного й Івана Самойловича. |
| ?—1671.11.—1674           |  | Федір Бурляй             | гетьманування Михайла Ханенко.                           |
| 1674.2.—1676.9.19         |  | Прокіп Бережецький       | гетьманування Петра Дорошенка.                           |
| 1685—1702                 |  | Василь Дунін-Борковський | гетьманування Івана Самойловича й Івана Мазепи.          |
| 1707—1709                 |  | Іван Ломиковський        | гетьманування Івана Мазепи.                              |
| 1728.3.18.—1749           |  | Яків Лизогуб             | гетьманування Данила Апостола.                           |
| 1751.10.15.—1779.12.13.   |  | Семен Кочубей            | гетьманування Кирила Розумовського.                      |